# Порушники спокою
Порушники спокою (англ. The Rebel Rousers) — американська кримінальна драма 1970 року.

## Сюжет
У маленькє американське місто приїжджає банда мотоциклістів. В цей же час туди прибуває і бізнесмен Пол Кольєр, який хоче помиритися зі своєю вагітною дівчиною Карен. Ватажок банди Джей Джей і Пол раніше були хорошими знайомими. Спочатку парі здається, що завдяки цій обставині їм не загрожують ніякі неприємності. Але одному з байкерів на прізвисько Банні дуже сподобалася Карен і той відразу намагається відбити її у Пола. Щоб суперечка не закінчилася смертю, вони вирішують влаштувати змагання.

## У ролях
| Актор             | Роль               |
| ----------------- | ------------------ |
| Кемерон Мітчелл   | Пол Кольєр         |
| Брюс Дерн         | Джей Джей Вестон   |
| Діана Ледд        | Карен              |
| Джек Ніколсон     | Банні              |
| Гаррі Дін Стентон | Рендольф Галверсон |
| Ніл Нефью         | бунтівник          |
| Лу Прокопіо       | бунтівник          |
| Ерл Фінн          | бунтівник          |
| Філіп Кері        | бунтівник          |
| Роберт Дікс       | Мігель             |
| Сід Лоуренс       | городянин          |
| Джон «Бад» Кардос | городянин          |
| Джим Логан        | городянин          |
| Гелена Клейтон    | Кармела            |
| Френкі О'Брайен   | городянин          |
| Рита Рейнхарт     | городянка          |
| Кенді Ерл         | городянка          |
| Марія Коув        | городянка          |